# Joaquín Correa
Joaquín Correa (Juan Bautista Alberdi, 13 augustus 1994) is een Argentijns voetballer die doorgaans als offensieve middenvelder speelt. Hij verruilde SS Lazio in juli 2022 voor Internazionale, dat hem in het voorgaande seizoen al huurde. Correa debuteerde in 2017 in het Argentijns voetbalelftal.

## Clubcarrière
Correa speelde in de jeugd voor River Plate, Renato Cesarini en Estudiantes. Voor laatstgenoemde club debuteerde hij op 19 mei 2012 in de Argentijnse Primera División, uit tegen CA Banfield. Hij maakte op 10 april 2014 zijn eerste treffer in de Primera División, thuis tegen San Lorenzo.
Correa verruilde Estudiantes in december 2014 voor Sampdoria. Daarvoor speelde hij in de volgende anderhalf seizoen ruim dertig wedstrijden in de Serie A. Hij kwalificeerde zich in 2014/15 met de club voor de UEFA Europa League dankzij een zevende plaats in de eindstand en uitsluiting van deelname aan Europees voetbal van Genoa CFC.
Correa tekende in juli 2016 een contract tot medio 2021 bij Sevilla FC, de winnaar van de Europa League in de voorgaande drie seizoenen. Het betaalde circa €13.000.000,- voor hem aan Sampdoria, dat daarbij tot €5.000.000,- extra aan eventuele bonussen in het vooruitzicht kreeg gesteld. Correa werd bij Sevilla nooit een onbetwiste basisspeler. Wel speelde hij met de Spaanse club voor het eerst in zijn carrière in de Champions League, tegen Juventus en Leicester City. Hij bereikte in 2017/18 met Sevilla de finale van de Copa del Rey. Daarin verloren zijn ploeggenoten en hij met 0–5 van FC Barcelona.
Correa verruilde Sevilla in augustus 2018 voor SS Lazio. Hiemee won hij in zijn eerste seizoen de eerste twee prijzen in zijn profcarrière, de Supercoppa van 2019 en de Coppa Italia 2018/19. Hij maakte in de halve finale van het bekertoernooi zelf het enige doelpunt van de wedstrijd tegen AC Milan en scoorde ook in de finale tegen Atalanta Bergamo. Correa bleef drie jaar bij Lazio. Daarin speelde hij 92 speelronden in de Serie A, waarvan 65 vanaf de aftrap. Daarbij maakte hij ieder seizoen meer doelpunten dan hij had gedaan voor zijn komst naar Italië.
Correa stapte in augustus 2021 over van Lazio naar regerend landskampioen Internazionale. Officieel eerst een jaar op huurbasis, maar met een vaststaande transfer daarna. Hier werd hij weer hoofdzakelijk reservespeler. Correa won in twee jaar tijd twee keer de Supercoppa en twee keer de Coppa Italia met Inter. Zijn rol hierin was deze keer minder doorslaggevend. Hij kampte beide seizoenen ook vaker met fysieke ongemakken dan voorheen. Hij bereikte in 2022/23 met Internazionale de finale van de Champions League. Hij was dat toernooi hoofdzakelijk invaller en zag de finale tegen Manchester City vanaf de reservebank. Internazionale verhuurde Correa in augustus 2023 voor een jaar aan Olympique Marseille.

## Clubstatistieken
| Seizoen | Club                     | Competitie       | Competitie | Competitie | Beker | Beker | Internationaal | Internationaal | Totaal | Totaal |
| Seizoen | Club                     | Competitie       | Wed.       | Dlp.       | Wed.  | Dlp.  | Wed.           | Dlp.           | Wed.   | Dlp.   |
| ------- | ------------------------ | ---------------- | ---------- | ---------- | ----- | ----- | -------------- | -------------- | ------ | ------ |
| 2011/12 | Estudiantes              | Primera División | 3          | 0          | 0     | 0     | —              | —              | 3      | 0      |
| 2012/13 | Estudiantes              | Primera División | 8          | 0          | 2     | 0     | —              | —              | 10     | 0      |
| 2013/14 | Estudiantes              | Primera División | 26         | 1          | 3     | 1     | —              | —              | 29     | 2      |
| 2014    | Estudiantes              | Primera División | 16         | 2          | 0     | 0     | 6              | 1              | 22     | 3      |
| 2014/15 | Sampdoria                | Serie A          | 6          | 0          | 0     | 0     | —              | —              | 6      | 0      |
| 2015/16 | Sampdoria                | Serie A          | 25         | 3          | 0     | 0     | 0              | 0              | 25     | 3      |
| 2016/17 | Sevilla FC               | Primera División | 26         | 4          | 4     | 3     | 3              | 1              | 33     | 8      |
| 2017/18 | Sevilla FC               | Primera División | 21         | 1          | 8     | 5     | 10             | 1              | 39     | 7      |
| 2018/19 | SS Lazio                 | Serie A          | 34         | 5          | 4     | 2     | 6              | 2              | 44     | 9      |
| 2019/20 | SS Lazio                 | Serie A          | 30         | 9          | 2     | 0     | 3              | 1              | 35     | 10     |
| 2020/21 | SS Lazio                 | Serie A          | 28         | 8          | 2     | 0     | 8              | 3              | 38     | 11     |
| 2021/22 | → Internazionale         | Serie A          | 26         | 6          | 4     | 0     | 5              | 0              | 35     | 6      |
| 2022/23 | Internazionale           | Serie A          | 26         | 3          | 5     | 0     | 9              | 1              | 40     | 4      |
| 2023/24 | → Olympique de Marseille | Ligue 1          | 12         | 0          | 0     | 0     | 7              | 0              | 19     | 0      |
| 2024/25 | Internazionale           | Serie A          | 12         | 1          | 2     | 0     | —              | —              | 14     | 1      |
| Totaal  | Totaal                   | Totaal           | 299        | 43         | 36    | 11    | 57             | 10             | 392    | 64     |

Bijgewerkt tot en met 9 april 2025. 

## Interlandcarrière
Correa debuteerde op 9 juni 2017 in het Argentijns voetbalelftal, in een met 0–1 gewonnen oefeninterland tegen Brazilië. Hij maakte vier dagen later zijn eerste interlanddoelpunt. Hij schoot Argentinië toen op 0–2 in een met 0–6 gewonnen oefeninterland tegen Singapore. Correa speelde drie interlands in drie maanden en werd daarna ruim twee jaar niet meer opgeroepen voor het nationale elftal. Bondscoach Lionel Scaloni haalde hem daarna terug bij de selectie en nam hem ook mee naar de Copa América 2021, die Argentinië won. Scaloni selecteerde Correa ook voor het WK 2022. Hij liep alleen vlak voor het toernooi begon een knieblessure op en moest daardoor afzeggen.

## Erelijst
| Competitie     |          |                  |          |          |
| Competitie     | Aantal   | Jaren            |          |          |
| SS Lazio       | SS Lazio | SS Lazio         | SS Lazio | SS Lazio |
| -------------- | -------- | ---------------- | -------- | -------- |
| Coppa Italia   | 1x       | 2018/19          |          |          |
| Supercoppa     | 1x       | 2019             |          |          |
| Internazionale |          |                  |          |          |
| Coppa Italia   | 2x       | 2021/22, 2022/23 |          |          |
| Supercoppa     | 2x       | 2021, 2022       |          |          |
| Argentinië     |          |                  |          |          |
| Copa América   | 1x       | 2021             |          |          |